# Хрущёв, Алексей Степанович
Алексей Степанович Хрущёв (род. 12 марта 1982, Кишинёв) — молдавский шахматист, гроссмейстер (2007), арбитр ФИДЕ (2009).
Между 1997 и 2000 годами несколько раз представлял Молдавию на чемпионате мира и Чемпионате Европы среди юниоров в различных возрастных категориях. В составе сборной Молдавии был участником 4-х Олимпиад (2000—2004 и 2008). В 2003 году он выиграл бронзовую медаль на чемпионате Молдавии, в 2004 году завоевал первое место. Самый высокий рейтинг имел в апреле 2008 года — 2514 пунктов.
В 2004 году закончил Российский государственный университет физической культуры.
С 2016 года играет за сборную команду городского округа Люберцы в командных Чемпионатах Московской области. Неоднократный победитель и призер командных чемпионатов Московской области.
Победитель Мемориала Мастера Спорта СССР М.А. Герчикова в 2018 г. (г Люберцы). 2-е место в "Международном шахматном фестивале "Гран-При Черного моря"«Малая земля» - всероссийское соревнование 2024 года по быстрым шахматам - этап "Рапид Гран-При России", 2024 год, г. Новороссийск. 2-е место в 7-м этапе Гран-При Черного моря "Севастопольский вальс"